# Josef Mayr-Nusser
Josef Mayr-Nusser (ur. 27 grudnia 1910 w Bolzano, zm. 24 lutego 1945 w Erlangen) – włoski świecki, męczennik za wiarę, błogosławiony Kościoła katolickiego.

## Biografia
W 1933 roku wstąpił do Akcji Katolickiej w Bolzano. 26 maja 1942 ożenił się z Hildegardą Straub (1907-1998) z którą miał syna Alberta. Został uwięziony po tym jak 4 października 1944 odmówił złożenia przysięgi Hitlerowi, a później trafił do obozu koncentracyjnego w Dachau. Zmarł 24 lutego 1945 z powodu wycieńczenia w wagonie.

### Proces beatyfikacyjny
W lipcu 2016 papież Franciszek podpisał dekret uznający jego męczeństwo. 18 marca 2017 w rodzinnym mieście został przez prefekta kongregacji ds. kanonizacyjnych beatyfikowany i ogłoszony błogosławionym Kościoła katolickiego.
Jego wspomnienie liturgiczne obchodzone jest 24 lutego (dies natalis).

## Upamiętnienie
W 2010 został mianowany honorowym obywatelem przez Radę Miasta Bolzano. Jego imieniem zostały nazwane ulice w Bolzano, Austrii, Merano, Niemczech, Ritten, Erlangen, Truden i Innsbrucku.